# Vorwahl 01 (Deutschland)
Der Vorwahlbereich 01 umfasst Mobilfunkanschlüsse und Sonderrufnummern.

## 010
- 010xy sind Betreiberkennzahlen. Diese beginnen mit der Ziffernfolge 010 und sind grundsätzlich fünf Stellen lang; mit 0100 beginnende Betreiberkennzahlen sind sechs Stellen lang. Die Betreiberkennzahl hat den Charakter eines Präfixes. Sie kann von Teilnehmern einer Rufnummer vorangestellt werden, um im Einzelwahlverfahren (Call-by-Call) einen Betreiber auszuwählen.[1] Formal spricht man auch von der fallweisen Betreiberauswahl (Carrier Selection).

Liste der zugeteilten Betreiberkennzahlen (numerisch aufbereitet):
| Betreiber- Kennzahl | Unternehmen                                          | Anschrift                                       |
| ------------------- | ---------------------------------------------------- | ----------------------------------------------- |
| 01010               | Dritte HanseStar UG (haftungsbeschränkt)             | Richard-Dehmel-Str. 4, 22587 Hamburg            |
| 01011               | Ventelo GmbH                                         | Mathias-Brüggen-Str. 55, 50829 Köln             |
| 01012               | 01012 Telecom GmbH                                   | Mathias-Brüggen-Str. 55, 50829 Köln             |
| 01013               | T&Q Netzbetriebs GmbH & Co. KG                       | Mathias-Brüggen-Str. 55, 50829 Köln             |
| 01014               | EWE TEL GmbH                                         | Cloppenburger Str. 310, 26133 Oldenburg         |
| 01015               | Maestro Telecom GmbH                                 | Robert-Bosch-Str. 1, 52525 Heinsberg            |
| 01016               | envia TEL GmbH                                       | Friedrich-Ebert-Str. 26, 04416 Markkleeberg     |
| 01017               | Discount Telecom S&V GmbH                            | Frauenbergstr. 31–33, 35039 Marburg             |
| 01019               | F&Q Netzbetriebs GmbH & Co.KG                        | Mathias-Brüggen-Str. 55, 50829 Köln             |
| 01020               | Vodafone GmbH                                        | Alfred-Herrhausen-Allee 1, 65760 Eschborn       |
| 01021               | IN-telegence GmbH                                    | Oskar-Jäger-Str. 125, 50825 Köln                |
| 01022               | NetCologne GmbH                                      | Am Coloneum 9, 50829 Köln                       |
| 01023               | Versatel Deutschland GmbH                            | Niederkasseler Lohweg 181–183, 40547 Düsseldorf |
| 01024               | 01024 Telefondienste GmbH                            | Am Germaniahafen 1–7, 24143 Kiel                |
| 01025               | Versatel Deutschland GmbH                            | Niederkasseler Lohweg 181-183, 40547 Düsseldorf |
| 01026               | Maestro Telecom GmbH                                 | Robert-Bosch-Str. 1, 52525 Heinsberg            |
| 01027               | Dialmex GmbH                                         | Girmes-Kreuz-Str. 55, 41564 Kaarst              |
| 01028               | Colt Technology Services GmbH                        | Herriotstr. 4, 60528 Frankfurt am Main          |
| 01029               | 01029 Telecom GmbH                                   | Girmes-Kreuz-Str. 55, 41564 Kaarst              |
| 01030               | 01030 Telecom GmbH                                   | Leopoldstr. 16, 40211 Düsseldorf                |
| 01031               | HSE Medianet GmbH                                    | Frankfurter Str. 100, 64293 Darmstadt           |
| 01032               | 01032 GmbH                                           | Europadamm 2–6, 41460 Neuss                     |
| 01033               | Telekom Deutschland GmbH                             | Landgrabenweg 151, 53227 Bonn                   |
| 01034               | M-net Telekommunikations GmbH                        | Emmy-Noether-Str. 2, 80992 München              |
| 01035               | 01081 Telecom GmbH                                   | Robert-Bosch-Str. 1, 52525 Heinsberg            |
| 01036               | Schubert, Michael                                    | Joachimstr. 51, 40547 Düsseldorf                |
| 01037               | 01037 Telecom GmbH                                   | Girmes-Kreuz-Str. 55, 41564 Kaarst              |
| 01038               | Telefònica Germany GmbH & Co. OHG                    | Georg-Brauchle-Ring 23–25, 80992 München        |
| 01039               | First Communication GmbH                             | Lyoner Str. 15, 60528 Frankfurt am Main         |
| 01040               | Ventelo GmbH                                         | Mathias-Brüggen-Str. 55, 50829 Köln             |
| 01041               | Telefònica Germany GmbH & Co. OHG                    | Georg-Brauchle-Ring 23–25, 80992 München        |
| 01042               | 01042 Telecom GmbH                                   | Leopoldstr. 16, 40211 Düsseldorf                |
| 01043               | KielNET GmbH Gesellschaft für Kommunikation          | Preußerstr. 1–9, 24105 Kiel                     |
| 01044               | Versatel Deutschland GmbH                            | Niederkasseler Lohweg 181–183, 40547 Düsseldorf |
| 01045               | one4one Services GmbH                                | Europadamm 2–6, 41460 Neuss                     |
| 01046               | Versatel Deutschland GmbH                            | Niederkasseler Lohweg 181–183, 40547 Düsseldorf |
| 01047               | 01071 Telecom GmbH                                   | Robert-Bosch-Str. 1, 52525 Heinsberg            |
| 01048               | 01048 Telecom UG (haftungsbeschränkt)                | Alt-Moabit 91d, 10559 Berlin                    |
| 01049               | 01049 GmbH                                           | Berner Str. 119, 60437 Frankfurt am Main        |
| 01050               | mr. next id GmbH                                     | Mildred-Scheel-Str. 1, 53175 Bonn               |
| 01051               | 01051 Telecom GmbH                                   | Robert-Bosch-Str. 1, 52525 Heinsberg            |
| 01052               | tengo 01052 GmbH                                     | Mathias-Brüggen-Str. 55, 50829 Köln             |
| 01053               | fon4U Telecom GmbH                                   | Frauenbergstr. 31–33, 35039 Marburg             |
| 01054               | 01054 Telecom GmbH                                   | Leopoldstr. 16, 40211 Düsseldorf                |
| 01055               | multiConnect GmbH                                    | Wilhelm-Hale-Str. 50, 80639 München             |
| 01056               | Arcinum GmbH                                         | Dornhofstr. 67, 63263 Neu-Isenburg              |
| 01057               | 01057 Protel GmbH                                    | Friedrich-Krupp-Str. 16–18, 41564 Kaarst        |
| 01058               | 01058 Telecom GmbH                                   | Leopoldstr. 16, 40211 Düsseldorf                |
| 01059               | 01059 GmbH                                           | Berner Str. 119, 60437 Frankfurt am Main        |
| 01060               | 01060 Telecom UG (haftungsbeschränkt)                | Schanzenstr. 58, 40549 Düsseldorf               |
| 01061               | HLkomm Telekommunikations GmbH                       | Nonnenmühlgasse 1, 04107 Leipzig                |
| 01062               | PLANinterNET VoIP-GmbH                               | Hauptstr. 6, 74391 Erligheim                    |
| 01063               | Median Telecom GmbH                                  | Springorumallee 2, 44795 Bochum                 |
| 01064               | [netzquadrat] Gesellschaft für Telekommunikation mbH | Gladbacher Str. 74, 40219 Düsseldorf            |
| 01065               | TELEflash GmbH                                       | Mainzer Landstr. 47, 60329 Frankfurt am Main    |
| 01066               | 01066 GmbH                                           | Berner Str. 119, 60437 Frankfurt am Main        |
| 01067               | LineCall Telecom GmbH                                | Neue Kasseler Str. 62f, 35039 Marburg           |
| 01068               | Prio Services GmbH                                   | Europadamm 2–6, 41460 Neuss                     |
| 01069               | IQ Telecom GmbH & Co.KG                              | Kaiser-Friedrich-Ring 108, 40547 Düsseldorf     |
| 01070               | Vodafone GmbH                                        | Alfred-Herrhausen-Allee 1, 65760 Eschborn       |
| 01071               | 01071 Telecom GmbH                                   | Robert-Bosch-Str. 1, 52525 Heinsberg            |
| 01072               | 01072 Telecom GmbH                                   | Berner Str. 119, 60437 Frankfurt am Main        |
| 01073               | 01073 GmbH                                           | Berner Str. 119, 60437 Frankfurt am Main        |
| 01074               | tellfon GmbH                                         | Deelbögenkamp 4c, 22297 Hamburg                 |
| 01075               | 01075 Telecom GmbH                                   | Am Klingenweg 6a, 65396 Walluf                  |
| 01076               | 01081 Telecom GmbH                                   | Robert-Bosch-Str. 1, 52525 Heinsberg            |
| 01077               | Callax Telecom Holding GmbH                          | Leopoldstr. 16, 40211 Düsseldorf                |
| 01078               | 3U Telecom GmbH                                      | Frauenbergstr. 31–33, 35039 Marburg             |
| 01079               | QSC AG                                               | Mathias-Brüggen-Str. 55, 50829 Köln             |
| 01080               | Telegate AG                                          | Fraunhoferstr. 12a, 82152 Planegg               |
| 01081               | 01081 Telecom GmbH                                   | Robert-Bosch-Str. 1, 52525 Heinsberg            |
| 01082               | M-net Telekommunikations GmbH                        | Emmy-Noether-Str. 2, 80992 München              |
| 01083               | 01083.com GmbH                                       | Deelbögenkamp 4c, 22297 Hamburg                 |
| 01084               | 01051 Telecom GmbH                                   | Robert-Bosch-Str. 1, 52525 Heinsberg            |
| 01085               | 01085 GmbH                                           | Berner Str. 119, 60437 Frankfurt am Main        |
| 01086               | OneTel Telecommunication GmbH                        | Frauenbergstr. 31–33, 35039 Marburg             |
| 01087               | HeLi NET Telekommunikation GmbH & Co.KG              | Hafenstr. 80–82, 59067 Hamm                     |
| 01088               | Verizon Deutschland GmbH                             | Sebrathweg 20, 44149 Dortmund                   |
| 01089               | M-net Telekommunikations GmbH                        | Emmy-Noether-Str. 2, 80992 München              |
| 01090               | BT (Germany) GmbH & Co. oHG                          | Barthstr. 4, 80339 München                      |
| 01091               | Kube & Au GmbH                                       | Aachener Str. 1253, 50858 Köln                  |
| 01093               | GöTel GmbH                                           | Weender Landstr. 59, 37075 Göttingen            |
| 01094               | Star Communications GmbH                             | Berner Str. 119, 60437 Frankfurt am Main        |
| 01095               | eSTART Telecom GmbH                                  | Berner Str. 119, 60437 Frankfurt am Main        |
| 01096               | 11818 Auskunft GmbH                                  | Zweigertstr. 37–41, 45130 Essen                 |
| 01097               | Q-DSL home GmbH                                      | Mathias-Brüggen-Str. 55, 50829 Köln             |
| 01098               | 01098 Telecom GmbH                                   | Mathias-Brüggen-Str. 55, 50829 Köln             |
| 01099               | First Telecom GmbH                                   | Lyoner Str. 15, 60528 Frankfurt am Main         |
| 010000              | Versatel Deutschland GmbH                            | Niederkasseler Lohweg 181–183, 40547 Düsseldorf |
| 010001              | 118000 AG                                            | Landsberger Str. 110, 80339 München             |
| 010002              | Versatel Ost GmbH                                    | Niederkasseler Lohweg 181–183, 40547 Düsseldorf |
| 010005              | Versatel Deutschland GmbH                            | Niederkasseler Lohweg 181–183, 40547 Düsseldorf |
| 010008              | Orange Business Germany GmbH                         | Rahmannstr. 11, 65760 Eschborn                  |
| 010009              | Versatel Ost GmbH                                    | Niederkasseler Lohweg 181–183, 40547 Düsseldorf |
| 010010              | CARRIER-SERVICES.de GmbH                             | Friedrichstr. 90, 10117 Berlin                  |
| 010011              | 010011 GmbH                                          | Neuer Zollhof 3, 40221 Düsseldorf               |
| 010012              | MEGA Communications GmbH                             | Rüsselsheimer Str. 22, 60326 Frankfurt am Main  |
| 010013              | SNT Greifswald GmbH                                  | Gützkower Landstr. 36, 17489 Greifswald         |
| 010017              | 010017 Telecom GmbH                                  | Frauenbergstr. 31–33, 35039 Marburg             |
| 010018              | Broadnet Deutschland GmbH                            | Mathias-Brüggen-Str. 55, 50829 Köln             |
| 010019              | 11883 Telecom GmbH                                   | Girmes-Kreuz-Str. 55, 41564 Kaarst              |
| 010021              | HNS UG (haftungsbeschränkt)                          | Eckenerstr. 2, 45470 Mülheim an der Ruhr        |
| 010023              | 010023 GmbH                                          | Trierer Str. 70–72, 53115 Bonn                  |
| 010029              | Telemedia Connect GmbH                               | Porschestr. 13–15, 41564 Kaarst                 |
| 010030              | Versatel Ost GmbH                                    | Niederkasseler Lohweg 181–183, 40547 Düsseldorf |
| 010032              | mr.net group GmbH & Co. KG                           | Lise-Meitner-Str. 4, 24941 Flensburg            |
| 010033              | 010033 Telecom GmbH                                  | In der Steele 39, 40599 Düsseldorf              |
| 010035              | Outbox AG                                            | Emil-Hoffmann-Str. 1a, 50996 Köln               |
| 010040              | 010040 GmbH                                          | Richard-Dehmel-Str. 4, 22587 Hamburg            |
| 010049              | MyShop Services GmbH                                 | Berner Str. 119, 60437 Frankfurt am Main        |
| 010050              | TROPOLYS Service GmbH                                | Niederkasseler Lohweg 181–183, 40547 Düsseldorf |
| 010051              | K & K Communication GmbH                             | Kälberweg 4, 58453 Witten                       |
| 010052              | 010052 Telecom GmbH                                  | Mathias-Brüggen-Str. 55, 50829 Köln             |
| 010054              | EWE TEL GmbH                                         | Cloppenburger Str. 310, 26133 Oldenburg         |
| 010057              | 010057 Telecom GmbH                                  | Girmes-Kreuz-Str. 55, 41564 Kaarst              |
| 010058              | Pennyphone GmbH                                      | Leopoldstr. 16, 40211 Düsseldorf                |
| 010066              | mcn tele.com AG                                      | Galluspark 17, 60326 Frankfurt am Main          |
| 010070              | dtms Deutsche Telefon- und Marketing Services GmbH   | Isaac-Fulda-Allee 5, 55124 Mainz                |
| 010088              | tengo GmbH                                           | Mathias-Brüggen-Str. 55, 50829 Köln             |
| 010090              | 010090 GmbH                                          | Mathias-Brüggen-Str. 55, 50829 Köln             |
| 010091              | 010091 UG (haftungsbeschränkt)                       | Birkenweg 16, 53125 Bonn                        |

## 011
- 011 frei (Reserve) mit Ausnahme von
  - 0116xyz mit x = 0, 1 und y, z = 0…9 Harmonisierte Dienste von sozialem Wert (internationaler Zugang)[3]
  - 0116116 Sperr-Notruf[4][5] (zählt nicht zu den Rufnummern Harmonisierte Dienste von sozialem Wert)

Dieser Nummernbereich wird in den offiziellen Listen der Bundesnetzagentur, mit Ausnahme der (0)115 (Einheitliche Behördenrufnummer, internat. Zugang) und (0)116xyz, als „frei“ bezeichnet. Er wird (auch) verwendet, um Rufnummern der Gasse 116 im E.164-Nummernraum abzubilden, damit diese auch aus dem Ausland (unter +49-116-xyy) anwählbar sind.
Die einheitliche Behördenrufnummer 115 ist (für andere Orte) nicht unter 0115, sondern unter 0-Ortsnetzkennzahl-115 (bzw. aus dem Ausland über +49-Ortsnetzkennzahl [ohne Führungsnull] -115) erreichbar.
Früher befanden sich an dieser Stelle Mehrwertdienste.

## 012
- 012 frei (Reserve)

Die Vorwahl war 2001 geschaffen worden, um Kunden eine ortsnetzunabhängige Rufnummer zur Verfügung stellen zu können, wofür nun die Vorwahl 032 genutzt wird.
Unternehmen, die einen neuartigen Dienst anbieten wollten, der die Nutzung anderer Nummernräume des nationalen Nummernraums für das öffentliche Telefonnetz/ISDN ausschloss, konnten die Zuteilung von Rufnummern für neuartige Dienste beantragen. An sieben Unternehmen wurden Rufnummern für neuartige Dienste zugeteilt. Alle Zuteilungen sind zwischenzeitlich ausgelaufen. In den letzten fünf Jahren erfolgten keine Zuteilungen mehr, da Interessenten für 012er-Rufnummern aufgrund ihrer Geschäftsmodelle insbesondere Rufnummern für Premium-Dienste oder Nationale Rufnummern nutzen konnten. Von der Bundesnetzagentur waren zuletzt folgende Nummern zugeteilt:
- - 012-3000 Innovative Dienste: 3U Telecom, Marburg, nicht mehr aktiv (seit Mai 2009), zugeteilt bis 13. Februar 2011[6]
  - 012-12 UMS-Rufnummer: GMX, nicht mehr aktiv (verlagert nach 032)
  - 012-12 Innovative Dienste: Web.de, Karlsruhe, zwischen 0,12 € und 1,86 € pro Minute, nicht mehr aktiv (verlagert nach 032)

## 013
- 013 frei (Reserve) mit Ausnahme von

- - 0130 ehemals Freecall (verlagert nach 0800)
  - 0137 Massenverkehrs-Dienste zu bestimmten Zielen (MABEZ) – Televoting, Gewinnspiele (Hinweis: Preisangaben[7] beziehen sich auf Anwahl von einem Festnetzanschluss; bei Mobiltelefontarifen andere Preisstruktur, i. d. R. höhere Preise) (Verlagerung nach 0500 geplant)[8]
    - 01371 MABEZ: 0,14 € pro Anruf
    - 01372 MABEZ: 0,14 € pro Minute
    - 01373 MABEZ: 0,14 € pro Minute
    - 01374 MABEZ: 0,14 € pro Minute
    - 01375 MABEZ: 0,14 € pro Anruf
    - 01376 MABEZ: 0,25 € pro Anruf
    - 01377 MABEZ: 1,00 € pro Anruf
    - 01378 MABEZ: 0,50 € pro Anruf
    - 01379 MABEZ: 0,50 € pro Anruf

  - 0138 ehemals[9] T-VoteCall: 0,14 € pro Minute (Verlagerung nach 0902 geplant)

## 014
- 014 frei (Reserve)

## 015
- 015 Öffentliche zellulare Mobilfunkdienste (Mobilfunk)
Hinweis: Die Rufnummern werden originär einem bestimmten Anbieter zugeteilt, können aber im Rahmen der Rufnummernmitnahme von den Kunden zu anderen Anbietern mitgenommen werden. Eine Nummer wird daher nicht notwendigerweise im angegebenen Netz betrieben.
  - 015-019 Tismi BV[10]
  - 015-020 Legos - Local Exchange Global Operation Services
  - 0151 reserviert für Telekom Deutschland GmbH
    - 01511 Telekom Deutschland GmbH
    - 01512 Telekom Deutschland GmbH
    - 01514 Telekom Deutschland GmbH – seit 1. Oktober 2008
    - 01515 Telekom Deutschland GmbH
    - 01516 Telekom Deutschland GmbH – seit 1. April 2011[11]
    - 01517 Telekom Deutschland GmbH – seit November 2012
    - 015-180 Telekom Deutschland GmbH[10]
    - 015-181 Telekom Deutschland GmbH[10]
    - 015-182 Telekom Deutschland GmbH
    - 015-183 Telekom Deutschland GmbH

  - 0152 reserviert für Vodafone GmbH
    - 01520 Vodafone GmbH
    - 01521 Lycamobile Germany[10]
    - 01522 Vodafone GmbH – seit 13. Juni 2007
    - 01523 Vodafone GmbH – seit 31. Mai 2011[11]
    - 01525 Vodafone GmbH – seit 17. November 2008
    - 01526 Vodafone GmbH
    - 01529 Vodafone GmbH (Netznutzungsvereinbarung mit Fa. Truphone GmbH)[10]

  - 015-310 MTEL Deutschland GmbH[10]
  - 0154 frei
  - 015-510 Lebara Limited[10]
  - 015-511 Lebara Limited[10]
  - 015-560 1&1Telecom GmbH[12]
  - 015-561 1&1 Telecom GmbH
  - 015-562 1&1 Telecom GmbH
  - 015-563 1&1 Telecom GmbH
  - 015-564 1&1 Telecom GmbH
  - 015-565 1&1 Telecom GmbH
  - 015-566 1&1 Telecom GmbH
  - 015-567 1&1 Telecom GmbH
  - 015-568 1&1 Telecom GmbH
  - 015-569 1&1 Telecom GmbH
  - 015-630 Multiconnect GmbH
  - 015-678 Argon Networks UG[10]
  - 015-679 Argon Networks UG[10]
  - 0157 reserviert für E-Plus Mobilfunk GmbH
    - 01570 E-Plus Mobilfunk GmbH (Netznutzungsvereinbarung mit Fa. Telogic Germany GmbH – seit Januar 2007, vormals vistream)
    - 01573 E-Plus Mobilfunk GmbH – seit Mai 2011
    - 01575 E-Plus Mobilfunk GmbH (Ring Mobilfunk GmbH – September 2008 bis Februar 2012)
    - 01577 E-Plus Mobilfunk GmbH – seit August 2006
    - 01578 E-Plus Mobilfunk GmbH – seit Januar 2009
    - 01579 E-Plus Mobilfunk GmbH (Netznutzungsvereinbarung mit Fa. sipgate GmbH zuvor Fa. Vintage Wireless Networks Gesellschaft für Telekommunikation mbH)

  - 015-888 TelcoVillage GmbH
  - 0159 reserviert für Telefónica Germany GmbH & Co. OHG (O2)
    - 01590 Telefónica Germany GmbH & Co. OHG (O2) – seit Juni 2012

## 016
- 016 Öffentliche zellulare Mobilfunkdienste (Mobilfunk) (siehe Hinweis bei 015), Bündelfunk, Funkmeldeempfänger
  - 0160 Telekom Deutschland GmbH
  - 0161 frei (Reserve)[6] (ehemals analoges C-Netz)
  - 0162 Vodafone GmbH
  - 0163 E-Plus Mobilfunk GmbH
  - 0164 frei (Reserve)[10] (ehemals Funkmeldeempfänger: Cityruf (e*message))
  - 0165 frei (Reserve)[6] (ehemals Funkmeldeempfänger: Quix)
  - 0166 frei (Reserve)[6] (ehemals Funkmeldeempfänger: Telmi (e*message))
  - 0167 frei (Reserve)[6] (ehemals Bündelfunknetze)
    - 01672 vormals Dolphin Telecom (Bündelfunknetz)

  - 0168 0168-4 ist ein Rufnummernblock, der als „Sonderrufnummer“  für 0,86 € (Brutto) = 0,7227 (Netto)  €/Minute abgerechnet wird, er ist Funkmeldeempfänger zugeordnet[13]  (Reserve)[10] (ehemals e*Message Wireless Information Services Deutschland GmbH (Funkruf)[6] (vormals Scall))
  - 0169 frei (Reserve)[10] (ehemals e*Message Wireless Information Services Deutschland GmbH (Funkruf)[6] (vormals Cityruf, Scall, Skyper e*cityruf, e*skyper))

## 017
- 017 Öffentliche zellulare Mobilfunkdienste (Mobilfunk) (siehe Hinweis bei 015)
  - 0170 Telekom Deutschland GmbH
  - 0171 Telekom Deutschland GmbH
  - 0172 Vodafone GmbH
  - 0173 Vodafone GmbH
  - 0174 Vodafone GmbH
  - 0175 Telekom Deutschland GmbH
  - 0176 Telefónica Germany GmbH & Co. OHG (O2)
  - 0177 Telefónica Germany GmbH & Co. OHG (ehemals E-Plus Mobilfunk GmbH)[10]
  - 0178 Telefónica Germany GmbH & Co. OHG (ehemals E-Plus Mobilfunk GmbH)[10]
  - 0179 Telefónica Germany GmbH & Co. OHG (O2)

## 018
- 018 Service-Dienste, Internationale Virtuelle Private Netze (IVPN), Geschlossene Nutzergruppen
  - 0180 Geteilte-Kosten-Dienste: Die Preise sind hier nur für die Telekom Deutschland GmbH angegeben.[14]  Andere Festnetzanbieter berechnen überwiegend die gleichen Preise. Mobilfunkanbieter verlangen meist deutlich mehr, selbst innerhalb des Heimbereichs.[15] Maßgeblich für die Abrechnung ist daher nur die Tarifliste des Netzbetreibers des Anrufenden.[16]
    - 01801: 3,9 Ct. pro Minute
    - 01802: 6 Ct. pro Verbindung
    - 01803: 9 Ct. pro Minute
    - 01804: 20 Ct. pro Verbindung
    - 01805: 14 Ct. pro Minute
    - 01806: 20 Ct. pro Verbindung
    - 01807: 30 sec frei;danach 14 ct/min

  - 0181 Internationale Virtuelle Private Netze (IVPN)[17] mit kundenindividuellen Zugangstarifen[18]
  - 0182 Nutzergruppen (bis 30. September 1997 geschlossene NG)
  - 0183 Nutzergruppen (bis 30. September 1997 geschlossene NG)
    - 01835 DB Netz, Rufnummergruppe für GSM-R-Mobiltelefone im deutschen GSM-R-Netz bei Ruf aus dem Telekom-Mobilfunknetz[19]

  - 0184 Nutzergruppen (bis 30. September 1997 geschlossene NG)
  - 0185 Nutzergruppen (bis 30. September 1997 geschlossene NG)
  - 0186 Nutzergruppen (bis 30. September 1997 geschlossene NG)
  - 0187 Nutzergruppen (bis 30. September 1997 geschlossene NG)
  - 0188 Nutzergruppen (bis 30. September 1997 geschlossene NG)
    - 01888 IVBB (Informationsverbund Berlin-Bonn), ehemals die Rufnummer für bundeseinheitliche Bepreisung für Telefonate von Bürgern mit den Institutionen des Bundes

Telekom-Preisliste (zitiert):

„… zum Informationsverbund Berlin – Bonn mit der Zugangskennzahl 01888.

Die Verbindungen der Telekom aus den Ortsnetzbereichen, deren Vorwahlnummer mit den Ziffern 03, 04, 08 und 09 beginnen, werden über den Zugang im Ortsnetzbereich Berlin hergestellt. Für diese Verbindungen werden daher die Preise für eine vergleichbare City- oder Deutschlandverbindung der Telekom nach Berlin (030) berechnet.

Verbindungen der Telekom von Ortsnetzbereichen, deren Vorwahlnummer mit den Ziffern 02, 05, 06 und 07 beginnen, werden über den Zugang in Bonn hergestellt. Für diese Verbindungen werden daher die Preise für eine vergleichbare City- oder Deutschlandverbindung der Telekom nach Bonn (0228) berechnet.“

Die Vorwahl wurde durch 0228 99… und 030 18… abgelöst.
- 0189 Nutzergruppen (bis 30. September 1997 geschlossene NG)

## 019
- 019 frei (Reserve), mit Ausnahme von 
  - 0190 Premium-Rate-Dienste (Service seit 1. Januar 2006 eingestellt, verlagert nach 0900)
  - 0191 Online service provider
  - 0192 Online service provider
  - 0193 Online service provider
    - 01930100 Festnetz-SMS-Zentrum der Deutschen Telekom

  - 0194 Online service provider
  - 01986 Routingnummer für die Gasse (0)115
  - 01987 Routingnummern für Gasse (0)116xxx
  - 01988 Zielnetzbetreiberkennungen für Routing internationale gebührenfreie Mehrwertdienste (Freecall)
  - 01989 Routingnummern für Auskunftsdienste und Vermittlungsdienste
  - 019890 Routingnummern für Vermittlungsdienste
  - 0199 Netzinterne Verkehrslenkung